# Caesalpinia cacalaco
Caesalpinia cacalaco är en ärtväxtart som beskrevs av Alexander von Humboldt och Aimé Bonpland. Caesalpinia cacalaco ingår i släktet Caesalpinia och familjen ärtväxter. Inga underarter finns listade i Catalogue of Life.

## Bildgalleri

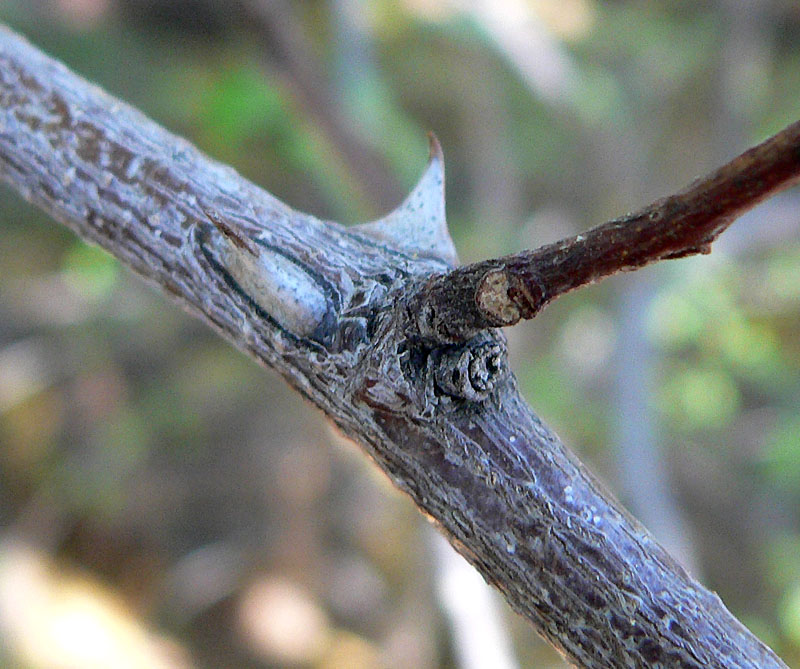